# 佐藤千恵美
中澤　千恵美（旧姓：佐藤 千恵美）
なかざわ ちえみ（さとう　ちえみ）は、1956年11月29日生まれ。
日本の元女子バスケットボール選手である。
東京都出身。
ユニチカに所属し、キャプテンとして、1980年の皇后杯で優勝。
全日本メンバーとして1979年の世界選手権他に出場した。
現在、株式会社サンマックスの代表取締役。